# Shimogō
Shimogō (japanska: 下郷町?, Shimogō-machi) är en landskommun (köping) i Fukushima prefektur i Japan.  